# Ion Negoițescu
Ion Negoițescu (pronunciació en romanès, AFI: [iˈon neɡo.iˈt͡sesku]; també conegut pel pseudònim de Nego; 10 d'agost del 1921 - 6 de febrer del 1993) fou un poeta, crític, novel·lista i historiador literari romanés conegut com un dels líders del Cercle Literari de Sibiu. Personatge inestable, excèntric i rebel, Negoițescu comença la seva carrera sent adolescent, i va ser conegut com un dels principals idealistes literaris de la generació dels anys '40. Després de la seva afiliació a la Guàrdia de Ferro, moviment feixista i nacionalsocialista romanés, de la qual va considerar un error amb el temps, va convertir-se progressivament en un representant del modernisme literari influenciat pel poeta i escriptor Eugen Lovinescu entre d'altres. Aproximadament l'any 1943, va introduir l'anti-feixisme al mateix Cercle Literari de Sibiu a Romania.
Va ser un dels pocs intel·lectuals homosexuals que va viure obertament la seva orientació sexual tot i que el Comunisme Soviètic s'encarregava d'evitar-ho, cosa que no passava amb el moviment feixista de la Guàrdia de Ferro.
Després de la Segona Guerra Mundial, Negoițescu va esdevindre anticomunista a causa dels atacs que va rebre des del règim soviètic.
El seu estil literari és molt crític i auto-suggestiu, amb una tendència a la ambigüetat i a la crítica severa.